# Vicent Marqués Carbonell
Vicent Marqués Carbonell   (Horta de València, 1950) és un escriptor i articulista valencià especialitzat en cuina catalana i occitana. Va néixer en una alqueria de l'horta de València. Ha treballat en diversos oficis, inclòs el de pagès i el de cuiner, professió que va exercir fins a la jubilació. Ha escrit llibres de narrativa i especialment d'història de la cuina. Fa més de cinquanta anys que va començar una recerca de dades per tal de fer una història de la cuina catalana i occitana que va començar a publicar el 2018. Ha estat articulista d'El Temps i l'Avui i actualment escriu en el Vadegust i Lo Diari.

## Publicacions

### Narrativa
- Nit de foc (Bromera, 1991).

### Assaig
- Els millors arrossos valencians (Alfaní, 2004)
- El dinar de Nadal (Alfaní, 2006)
- Les millors coques catalanes (Cossetània, 2015)
- Les millors coques dolces catalanes (Cossetània, 2018)
- Història de la cuina catalana i occitana. Volum 1. Les salses · Els aperitius · Les ensalades · Les sopes (2018)
- Història de la cuina catalana i occitana. Volum 2. Les olles · Les verdures (2019)
- Història de la cuina catalana i occitana. Volum 3. Els llegums · L'arròs · La pasta (2020)

## Premis i reconeixements
- Premi Constantí Llombart per Nit de foc, 1990